# 舒米洛韋
48°2′14″N 29°44′21″E / 48.03722°N 29.73917°E
舒米洛韋（烏克蘭語：Шумилове），2016年前名為切爾沃納-濟爾卡（烏克蘭語：Червона Зірка），是位於烏克蘭西南部的村莊，由敖德萨州波季利斯克区的皮什恰納市鎮負責管轄。該村距離巴爾塔19公里，始建於1792年，面積0.17平方公里，海拔高度215米，2001年人口6。